# Psychotria osiana
Psychotria osiana là một loài thực vật có hoa trong họ Thiến thảo. Loài này được W.N.Takeuchi & Pipoly miêu tả khoa học đầu tiên năm 1998.